# Longistigma xizangensis
Longistigma xizangensis är en insektsart. Longistigma xizangensis ingår i släktet Longistigma och familjen långrörsbladlöss. Inga underarter finns listade i Catalogue of Life.